# Jørn Ording
Jørn Ording, född 21 februari 1916 i Kristiania (nuvarande Oslo), död 11 mars 2001, var en norsk skådespelare, manusförfattare och regissör.

## Biografi
Ording debuterade 1938 på Den Nationale Scene och var 1939–1987 engagerad vid Nationaltheatret, undantaget åren 1944–1945 då han arbetade vid Fri norsk scene i Sverige. Han spelade i en rad Henrik Ibsen-roller, däribland Borgheim i Lille Eyolf, Relling i Vildanden, Krogstad i Ett dockhem och Arnholm i Fruen fra Havet. Han gjorde även Bjørnstjerne Bjørnson-tolkningar, bland annat titelrollen i Sigurd Slembe och Elias i Over aevne i. Han gjorde sig också bemärkt för sin tolkning av Pierre i Lev Tolstojs Krig och fred. Vid sidan av teatern verkade han som filmskådespelare. Debuten skedde i Nordlandets våghals (1942) och han medverkade i sammanlagt 18 film- och TV-produktioner 1942–1985.
Som regissör verkade han främst vid teatern. Bland hans iscensättningar kan nämnas Den glade enke, uruppförandet av Thorbjørn Egners Folk och rövare i Kamomilla stad och Helligtrekongersaften. Han regisserade även TV-filmen Forsvarsadvokaten (1982). Han skrev också manus till sju filmer åren 1956–1965.

## Filmografi

### Skådespelare
- 1942 – Nordlandets våghals
- 1945 – Rikard Nordraak
- 1946 – Englandsfarare
- 1948 – Med livet som insats
- 1951 – Ukjent mann
- 1952 – Trine!
- 1953 – Ingen mans kvinna
- 1953 – Brudebuketten
- 1954 – Kasserer Jensen
- 1958 – Høysommer
- 1966 – Rosmersholm
- 1969 – Faderen
- 1970 – Operasjon V for vanvidd
- 1970 – Antigone
- 1976 – Nitimemordet (TV-serie)
- 1979 – Olsenbanden och Dynamit-Harry letar olja
- 1982 – Ta den ring (TV-serie)
- 1985 – Sitt i båten

### Manus
- 1956 – Operation A K Y
- 1958 – Høysommer
- 1959 – Støv på hjernen
- 1960 – Millionær for en aften
- 1961 – Norges söner
- 1962 – Sønner av Norge kjøper bil
- 1964 – Alle tiders kupp
- 1965 – To på topp

### Regi
- 1982 – Forsvarsadvokaten